# Terms of Service; Didn't Read
Terms of Service; Didn't Read (ToS;DR) è un progetto nato nel 2012 che valuta con criteri chiari per i consumatori i termini di servizio e le privacy policy dei principali siti web e servizi informatici, assegnandone una valutazione.
Il titolo del servizio si riferisce all'espressione "Too Long; Didn't Read" (spesso abbreviato anch'esso in TL;DR) spesso usata sul web per indicare un blocco di testo troppo prolisso e articolato.

## Descrizione
Nato nell'estate 2012 da Hugo Roy, il progetto è finanziato e supportato da molte organizzazioni no-profit e persone fisiche. Il lavoro svolto e i risultati sono disponibili in maniera libera e aperta sotto licenza Creative Commons (CC BY-SA 3.0).
L'obiettivo principale è quello di fornire una valutazione (espressa con un voto da A a E, dove A è il massimo ed E il minimo) ai termini di servizio sulla trasparenza, la correttezza, la disponibilità e la concessione di diritti ai clienti di un servizio web o informatico. Ogni aspetto dei ToS può essere valutato in tre modi (positivio, neutrale o negativo) e alla fine viene assegnata una valutazione una volta che molti contributori volontari hanno fornito una valutazione stessa per un certo servizio.
Viene fornito agli utenti la possibilità di far indicizzare e valutare anche il proprio sito web, registrandolo.
Attualmente il sito web è disponibile con traduzione quasi completa in inglese, francese, tedesco, spagnolo e portoghese, e con traduzione parziale in olandese, polacco e russo.